# Mem
 Denne artikel bør gennemlæses af en person med fagkendskab for at sikre den faglige korrekthed.

Et  mem (engelsk: meme, fra græsk: μίμημα, hukommelse) er et begreb introduceret af biologen Richard Dawkins i bogen The Selfish Gene (1976), dansk: Det selviske gen (1977), og videreudviklet i The Extended Phenotype. The Gene as the Unit of Selection. Et mem defineres i sidstnævnte (s. 290) som
"A unit of cultural inheritence, hypothesized as analogous to the particulate gene, and as naturally selected by virtue of its 'phenotypic' consequences on its own survival and replication in the cultural environment".
("En enhed af kulturel arvelighed, en hypotetisk analog til det isolerede gen, der tænkes underlagt naturlig selektion i kraft af dens 'fænotypiske' konsekvenser for dens egen overlevelse og replikation i det kulturelle miljø.")
Som eksempel på memer gav Dawkins fx melodier, slagord (catch-phrases), trosforestillinger, tøjmode og måden, hvorpå man laver krukker.
Efterfølgende mem-forskere (se memetik) har ofte anvendt andre definitioner – såsom kognition eller idé – og manglen på en klar definition af, hvad et mem er, har muligvis forårsaget en vis usikkerhed om begrebets videnskabelige værdi. De fleste definitioner har dog det fællestræk, at memet anses som den mindste selvreplicerende kulturenhed. Dermed muliggør det en såkaldt "kulturel evolution", der tænkes at være et faktum hos såvel mennesker som hos flere andre dyrearter, der besidder evnen til at efterligne.
Memerne er altså analoge med generne i det, at det er de mindste byggesten i hver sin slags evolution: den kulturelle respektive den biologiske eller genetiske. Med "kulturel" menes i denne sammenhæng en art adfærd, som altså ligesom genernes udtryk i organismer udsættes for omverdens selektionstryk og dermed nedarves differentieret i relation til omverden. Hvor genet nedarves gennem seksuel reproduktion eller klonisk spredning, nedarves memen i efterfølgende kultur først og fremmest gennem klonisk spredning, dvs. hvad vi kalder efterligning, imitation og i nedarvet form som tradition, sædvaner, institutioner, rutiner osv. (Sandberg 2000, Distin 2005).

## Grundlæggende introduktion
Til trods for, at memetikkens fortalere ikke er helt enige om en definition af begrebet kan man i grove træk beskrive memen som en hvilken som helst information, som kommunikeres fra en hjerne til en anden, fx tanker, idéer, kognitioner, teorier, praksis, vaner, sange, danse og stemninger. Blandt flere forskere (Sandberg 2000, 2007, Distin 2005) har man imidlertid søgt at drive analogien med genet videre og på den måde udrede, hvad memen egentlig er. Man kan for eksempel pointere, at memet i sin "genotypiske" form udgøres af tanker, idéer, kognitioner og andre mentale repræsentationer, medens memenes "fænotypiske" form udgøres af den praksis, den adfærd og de handlinger, som disse genotypiske former leder til hos "værten" under visse givne forhold.
Memerne har evolutionen og den naturlige udvælgelse som grundlag på samme måde som genet i Darwins teorier om den biologiske evolution, idet forudsætningerne i begge tilfælde er replikation, mutation, variabel overlevelsesevne og konkurrence. For eksempel kan én idé uddø, medens andre overlever, blomstrer og forandres gennem modifikation, hvorved de tilpasses det miljø, de befinder sig i. Men det er vigtigt at bemærke, at det ikke alene er de memer, der er gavnligst for værten, der overlever; snarere spredes de memer, som replicerer sig selv mest effektivt, hvilket gør at succesrige memer sagtens kan være skadelige for deres vært.

## Memenes historie
Konceptet med idéer, som spreder sig i overensstemmelser med darwinistiske regler, formuleres først i Richard Dawkins' bog Det selviske gen, men allerede Darwin var givetvis bevidst om analogien, da han antog begrebet "survival of the fittest" fra Herbert Spencer.
I tidsskriftet Journal of Memetics har John Laurent foreslået, at termen mem er taget fra et værk af den relativt ukendte tyske biolog Richard Semon som i 1904 publicerede bogen Die Mneme, som handler om erfaringer som ligner Dawkins' tanker. Laurent har sågar foreslået, at roden til ordet mem snarere er i det græske mimneskesthai (at huske) end, som Dawkins påstår, i det græske mimeisthai (at imitere).
Everett Rogers som grundlagde idéspredningsforskningen i 1962 har gjort gældende, at Gabriel Tarde allerede i 1890 opstillede "informationslagre" som forklarede, hvordan mennesker bestemte sig for at imitere andres adfærd.
Efter Dawkins har f.eks. Francis Heylighen udviklet kriterier for, hvordan den naturlige udvælgelse påvirker memer, som muligvis kan testes i kvantitative studier, og i 2003 testede Klaas Chielens den teori.

## Introduktion til memetikken
Memetik, forskningen som baserer sig på meme-begrebet, anses stadig for at være kontroversiel blandt ikke-biologisk-skolede forskere. Området (som beskrives udførligere i den separate artikel om memetik) startede i og med, at Dawkins forsøgte at finde paralleller til den mindste genetiske enhed, som replicerede sig (genet), inden for andre områder og indså, at tanker og idéer også er en "replikator" (nemlig memerne). Computeres software kan være en art replikator, som evolutionen efterhånden skulle kunne skabe fantastiske sager med, enten socialt – med open source – eller gennem selvudviklende algoritmer.
Memetikken tager koncepter fra evolutionsteorien og applicerer dem på menneskelig kultur. Derudover anvendes matematiske modeller for at forsøge at forklare mange kontroversielle emner, såsom religion, politiske systemer, politiske og økonomiske institutioner m.m. Men kritikere mener, at memetikken udelader etablerede fakta i områder som sociologi, kognitiv psykologi, socialpsykologi etc., som er højst relevante for de forståelsesforsøg, som memetikken påstår at gøre, og de metoder, som den anvender. Flere studier har dog med held udnyttet memetikken til empiriske studier (på samfundsvidenskabens og innovationsforskningens område fx Mikael Sandberg).
Begrebet memetisk association sigter til den tanke, at memer grupperer sig. F.eks. indeholder memet jeans mem for bukser, lynlås, blå farme, bomuldstøj, nitter, bælteholdere og dobbelte sømme. På den måde kan grupper af memer agere symbiotisk (for at anvende en anden biologisk metafor) i den forstand, at de samarbejder til deres fælles bedste. Det samme gør sig gældende, når mange forskellige enkeltstående memer indgår i store komplekser som fx i en religion eller ideologi, hvor de refererer til og støtter hinanden. Sådanne memkonstellationer kaldes også for memeplekser.
Frasen memetisk forskydning sigter til, at et mem forandres, når det overføres fra ét menneske til et andet. Den memetiske forskydning øger, når overførslen finder sted på ubelejlig façon. Vældigt få memer viser stor memetisk træghed – dvs. at memet manifesterer sig på samme måde og får samme effekt uanset forholdene vedrørende memets transmission. Memetisk træghed øges, når memet overføres sammen med et huskevers eller andet lignende hukommelsesværktøj, som f.eks. et rim, for at bevare erindringen om memets specifikke form forud for overførslen.
Memetikere anvender ofte den eksisterende biologiske terminologi for at skabe nye memetik-begreber, idet de sætter mem- i stedet for gen-, fx taler man om memepool og memetype. Dette er formodentlig en væsentlig grund til, at memetikken ikke absorberes eller accepteres til fulde i den ikke-biologisk-skolede social- og samfundsvidenskab.